# Circondario dell'Ennepe-Ruhr
Il circondario dell'Ennepe-Ruhr (in tedesco Ennepe-Ruhr-Kreis) si trova nella regione centrale della Renania Settentrionale-Vestfalia, stato federato della Germania.
Confina con le città extracircondariali di Bochum, Dortmund, Wuppertal, Essen e Hagen, nonché con i seguenti circondari: della Marca, di Oberberg e Mettmann.
Ha una popolazione di 322 143 abitanti, distribuiti su un'area di poco più di 400 km² con una conseguente densità di popolazione particolarmente elevata (oltre 800 ab./km²).

## Città e comuni
Fanno parte del circondario nove comuni, tutti hanno il titolo di città (Stadt). Una delle nove città è classificate come grande città di circondario (Große kreisangehörige Stadt) e altre sette come media città di circondario (Mittlere kreisangehörige Stadt).
(Abitanti al 31 dicembre 2021)
Città
1. Breckerfeld (8 915)
2. Ennepetal, Media città di circondario (30 306)
3. Gevelsberg, Media città di circondario (30 669)
4. Hattingen, Media città di circondario (54 061)
5. Herdecke, Media città di circondario (22 689)
6. Schwelm, Media città di circondario (28 501)
7. Sprockhövel, Media città di circondario (24 659)
8. Wetter (Ruhr), Media città di circondario (27 236)
9. Witten, Grande città di circondario (95 107)